# Álvaro Bustos
Álvaro Bustos Sandoval (Gijón, Asturias, 26 de junio de 1995) es un futbolista español que juega de centrocampista en el Real Murcia C. F. de la Primera Federación española.

## Trayectoria
Se formó en las categorías inferiores del Real Sporting de Gijón y debutó con el Real Sporting de Gijón "B" en la Segunda División B en la temporada 2011-12 durante un encuentro frente a la U. B. Conquense. En marzo de 2013 sufrió una rotura del ligamento cruzado anterior y de dos meniscos en su pierna izquierda que lo mantuvo durante seis meses de baja. En noviembre de 2014 se produjo una lesión similar, esta vez en la rodilla derecha, debido a la cual permaneció ocho meses inactivo. Al término de la campaña 2015-16, tras el descenso a Tercera División del filial sportinguista, pasó a formar parte de la plantilla del primer equipo; no obstante, el 4 de agosto de 2016 se anunció su cesión al C. D. Mirandés para disputar la temporada 2016-17. Al término de la misma se desvinculó del Sporting y fichó por el Club Gimnàstic de Tarragona. El 3 de enero de 2018 se anunció su incorporación al R. C. D. Mallorca, con el que consiguió un ascenso a Segunda División en la campaña 2017-18. De cara a la siguiente temporada fue cedido al C. F. Rayo Majadahonda, donde no llegó a disputar ningún partido, por lo que el Mallorca lo cedió nuevamente al Pontevedra C. F. en enero de 2019. Al finalizar la campaña, rescindió su contrato con el Mallorca y firmó de manera definitiva con el Pontevedra. Tras año y medio en el conjunto gallego, en agosto de 2020 fichó por el Real Racing Club de Santander por dos temporadas.
Al término de la campaña 2021-22, y habiendo ayudado al equipo a lograr el ascenso a Segunda División, el club hizo oficial que no continuaría al acabar contrato. Un mes después, el 15 de julio, se unió a la A. D. Alcorcón. Con este equipo consiguió otro ascenso a la categoría de plata, donde compitió en la primera parte de la temporada 2023-24 antes de marcharse al Recreativo de Huelva.
El 31 de julio de 2024 se hizo oficial su fichaje por la S. D. Ponferradina. Durante la temporada, en la que estuvieron cerca de ascender a Segunda División, marcó diez goles y dio cuatros asistencias. Fue la única que estuvo en el equipo, ya que en julio de 2025 se unió al Real Murcia C. F.

## Selección nacional
Fue internacional con la selección española en las categorías sub-16, sub-17, sub-18, sub-19 y sub-20.

## Clubes
| Club                          | País   | Año       |
| ----------------------------- | ------ | --------- |
| Real Sporting de Gijón "B"    | España | 2012-2016 |
| C. D. Mirandés                | España | 2016-2017 |
| Club Gimnàstic de Tarragona   | España | 2017-2018 |
| R. C. D. Mallorca             | España | 2018      |
| C. F. Rayo Majadahonda        | España | 2018-2019 |
| Pontevedra C. F.              | España | 2019-2020 |
| Real Racing Club de Santander | España | 2020-2022 |
| A. D. Alcorcón                | España | 2022-2024 |
| Recreativo de Huelva          | España | 2024      |
| S. D. Ponferradina            | España | 2024-2025 |
| Real Murcia C. F.             | España | 2025-     |